# Pierre Marius L'officier
Pierre Marius L'officier ou Lofficier, né le 28 octobre 1872 à Périgueux, dans le manoir de Preyssac et décédé le 19 septembre 1916 à Verdun, est un officier de marine du 9e régiment d'infanterie coloniale (9e RIC ou 9e RIMa) de l'armée française du Tonkin, et cartographe  français.

## Biographie

### Origine et famille
Héritier d'une famille de militaires, au service de la France depuis le XVIe siècle, Il est le fils de Pierre François L'officier,  officier de la Garde Impériale de Napoléon III lors de la guerre de Crimée et de la Campagne d'Italie,  et de Elize Théodora Espagnoux-Desilles, descendante d'André Desilles. Il épouse le 1er décembre 1908, Henriette Sabail, héritière d'une des plus anciennes famille de la noblesse de robe de Gascogne et de Bigorre. Il est le gendre d'Alfred Sabail, homme politique et notaire.

### Carrière militaire en Indochine et en Afrique
Il a participé à la première guerre du Tonkin entre le 1er janvier 1897 (au 1er régiment de tirailleurs tonkinois, (ou 1er RTT)) et le 19 avril 1899 (au  3e régiment de tirailleurs tonkinois (ou 3e RTT)), puis à la deuxième entre le 1er août 1902 et 24 octobre 1904 (au 5e régiment de tirailleurs tonkinois (ou 5e RTT). Il rejoint l'Afrique occidentale française au sein de l'état major du Général Alfred Dodds entre 1903 et 1907 lors des campagnes du Royaume du Dahomey (actuel Bénin), et fut chargé en tant que cartographe de faire de nombreux relevé du royaume à partir de Cotonou, relevés qui ont servi à délimiter les frontières du futur État du Bénin. Il est membre de la société de géographie de Paris.
Nommé en France, à l'état major particulier de Georges Clemenceau, il est rattaché au 9e régiment d'infanterie coloniale et est nommé commandant et responsable du ravitaillement de l'infanterie coloniale, située à Bordeaux (1908-1911).

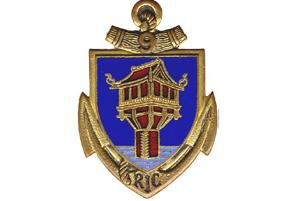
Insigne régimentaire du 9e R.I.Ma.

Il revint en Indochine française à partir du 2 décembre 1911, à l'état major, et est fait chevalier de la légion d'honneur le 31 décembre 1913. Rattaché au 1er régiment des tirailleurs Tonkinois, le 18 février 1914, il commença la Première Guerre mondiale avec l'armée du Tonkin.
Volontaire pour partir en France sur le front, il passe au 7e régiment d'infanterie colonial du Maroc et du Sénégal  le 14 mai 1914. Très proche de ses hommes, Il mourra à Verdun lors d'une attaque où il sauva trois de ses tirailleurs sénégalais pris sous un feu croisé et fut tué lorsqu'il essaya de récupérer le quatrième. Il est croix de Guerre 1914-1918, avec palme de bronze et deux étoiles, chevalier de l'ordre souverain de Malte et de l'Ordre de Sainte-Anne.

### Descendance
Il a deux enfants, Jean Charles L'officier (1913-1974) né à Hanoï, lieutenant et Cadet de Saumur lors de la Seconde Guerre mondiale, vice-président du Groupe Lafarge et Charlotte Chapelain L'officier (1910-2001), égérie des années folles à Paris. Ayant à peine connu leur père, c'est leur grand-père, Alfred Sabail, qui les éleva, avec sa fille, Henriette Sabail-L'officier. Il est l'arrière grand-père de Christophe Chapelain L'officier.